# 이르판 칸
이르판 칸(힌디어: इरफ़ान ख़ान, 영어: Irrfan Khan, 1967년 1월 7일 ~ 2020년 4월 29일)은 인도의 배우이다. 2011년 그간 예술계에서 쌓아온 공적을 인정 받아 인도에서 민간인이 받을 수 있는 훈장 중 네 번째로 높은 파드마 슈리를 수훈하였다. 힌디어 영화 《힌디 미디엄》(2017)과 속편 《잉글리쉬 미디엄》(2020)으로 필름페어 남우주연상을 두 차례 수상했다.
1988년 《살람 봄베이》에서 단역을 맡으며 영화계에 데뷔하였다. 1990년대 내내 거의 주목 받지 못했으나 2005년 《로그》로 볼리우드에서 처음 주인공을 맡으면서 주연급 배우로 등극하였다. 이후 《슬럼독 밀리어네어》(2008) 등의 영국 영화, 《라이프 오브 파이》(2012), 《쥬라기 월드》(2015) 등의 할리우드 영화에도 출연하였다.

## 사망
칸은 2018년 3월, 트위터를 통해 신경내분비 종양 확진을 받고 입원함을 밝혔다. 이후 영국 런던에서 치료를 받다가 상태가 악화되자 귀국한 뒤 2020년 4월 29일 뭄바이의 병원에서 사망하였다.

## 출연 작품

### 영화
- 살람 봄베이 (1988)
- 무사 (2001)
- 로그 (2005, रोग)
- 이름 뒤에 숨은 사랑 (2006)
- 마이티 하트 (2007)
- 다즐링 주식회사 (2007)
- 아자 나칠레 (2007)
- 슬럼독 밀리어네어 (2008)
- 분할 (2008, Partition)
- 뉴욕, 아이 러브 유 (2009)
- 히스 (2010)
- 수잔나의 일곱 번의 결혼 (2011)
- 어메이징 스파이더맨 (2012)
- 라이프 오브 파이 (2012)
- 런치박스 (2013)
- 하이더 (2014)
- 쥬라기 월드 (2015)
- 그날의 진실 (2015)
- 정글북 (2016)
- 인페르노 (2015)
- 바지라오 마스타니 (2015)
- 힌디 미디엄 (2017)
  - 잉글리쉬 미디엄 (2020, अंग्रेज़ी मीडियम)
- 퍼즐 (2018)

### 텔레비전
- 인 트리트먼트 (2010)